# John Hellawell
John Rodney Hellawell (* 20. Dezember 1943 in Keighley; † 14. Februar 2019 in Leeds) war ein englischer Fußballspieler.

## Karriere
Hellawell, dessen Bruder Mike es zum englischen Nationalspieler brachte, kam im März 1963 vom Amateurklub Salts zu Bradford City in die Football League Fourth Division. Bis Saisonende bestritt er noch drei Ligaeinsätze auf der linken Läuferposition, als der Verein die Spielzeit auf dem vorletzten Tabellenplatz abschloss und sich zur Wiederwahl um den Ligaverbleib stellen musste. In der Sommerpause mit einem Profivertrag ausgestattet, etablierte er sich unter Trainer Bob Brocklebank in der Saison 1963/64 als variabel einsetzbarer Spieler in der Sturmreihe, der sowohl die Außen- als auch die Halbstürmerpositionen besetzen konnte und in 25 Einsätzen sieben Tore erzielte. Der Verein verpasste als Tabellenfünfter um zwei Punkte einen Aufstiegsplatz. In der folgenden Saison war er weiterhin in der Sturmreihe gesetzt und kam auch auf der Mittelstürmerposition zum Einsatz, der Klub fand sich aber erneut am Tabellenende wieder. Im Zweitrundenspiel des Ligapokals gegen Exeter City (Endstand 5:3) erzielte er als Mittelstürmer einen Hattrick, auch beim Viertrundensieg im Ligapokal gegen den Zweitligisten Charlton Athletic erzielte er das Tor zum 1:0-Sieg. Die Mannschaft scheiterte schließlich im Viertelfinale beim Erstligisten Aston Villa, die Partie Ende November 1964 war Hellawells vorletztes Pflichtspiel für Bradford City.
Seine Leistungen ließen auch höherklassige Klubs auf Hellawell aufmerksam werden, Mitte Januar 1965 sicherte sich Danny Williams, Trainer des Zweitligisten Rotherham United, seine Dienste für eine Ablöse von 7000 £. Rotherham hatte kurz zuvor mit Ken Hughton und Ian Butler seine linke Angriffsseite an Hull City verkauft. Hellawell kam zwischen im März und April zu einer Serie von fünf Einsätzen, bei einem 3:0-Heimsieg über Leyton Orient erzielte er dabei auch einen Treffer. In der folgenden Spielzeit 1965/66 spielte er unter Williams’ Nachfolger Jack Mansell bei Rotherham keine Rolle mehr. Zwar erzielte er bei seinem einzigen Pflichtspieleinsatz nach Einwechslung einen Treffer beim 2:0-Sieg über Plymouth Argyle, in der Startelf erhielten aber Frank Casper, Bobby Williams und Keith Pring den Vorzug auf der linken Angriffsseite.
Die Spielzeit 1966/67 verbrachte er beim Drittligisten FC Darlington, Hellawell kam im Saisonverlauf aber lediglich zu acht Ligaeinsätzen (1 Tor), die Mannschaft stieg am Saisonende als Tabellenvorletzter in die Viertklassigkeit ab. Mutmaßlich blieb er ein weiteres Jahr bei Darlington ohne nochmals für die erste Mannschaft in Erscheinung zu treten. Eines der wenigen Highlights seiner Zeit bei Darlington, waren die beiden Erstrunden-Wiederholungsspiele im FA Cup 1966/67 gegen Stockport County, in denen Hellawell jeweils als Torschütze erfolgreich war. Ab Oktober 1968 trat er für zwei Monate als Probespieler mit den Bezügen eines Teilzeitprofis beim Viertligisten Bradford Park Avenue in Erscheinung. Sein einziger Pflichtspielauftritt für das Team war eine 0:6-Auswärtsniederlage im Ligaspiel gegen den AFC Rochdale.
Hellawell ließ seine fußballerische Laufbahn ab 1969 an der Seite seines Bruders Mike im Non-League football in der West Midlands (Regional) League bei den Bromsgrove Rovers ausklingen. Im Dezember 1970 erzielte bei einem 11:0-Ligasieg gegen Hinckley Athletic sieben Toren, darunter alle fünf Treffer seines Teams in der zweiten Halbzeit.